# Gister
Gister is een lied van het Nederlandse artiest Nobu. Het werd in 2021 als single uitgebracht en stond in hetzelfde jaar als derde track op de ep Controle.

## Achtergrond
Gister is geschreven door Maxim Hendriksen en geproduceerd door Nobu en Franklin. Het is een nummer dat past in de genres nederhop, poprap en emorap. In het lied zingt en rapt Nobu over een relatie waarin de geliefdes twijfelen of ze wel bij elkaar willen zijn. De liedverteller vertelt dat hij de twijfels zat is. Op de deluxe versie van de ep Controle is een akoestische versie van het lied te vinden. Het was de eerste bescheiden hit uit de carrière van Nobu.

## Hitnoteringen
De artiest had bescheiden succes met het lied in Nederland. Het stond op de 51e plaats van de Single Top 100 in de enige week dat het in deze hitlijst te vinden was. De Top 40 en haar Tipparade werden niet bereikt. 